# Brenden Jaimes
Brenden Jaimes (Austin, 28 maggio 1999) è un giocatore di football americano statunitense che milita nel ruolo di offensive tackle per i Tennessee Titans della National Football League (NFL).

## Carriera

### Los Angeles Chargers
Jaimes al college giocò a football a Nebraska. Fu scelto nel corso del quinto giro (159º assoluto) nel Draft NFL 2021 dai Los Angeles Chargers. Nella sua stagione da rookie disputò 11 partite, nessuna delle quali come titolare. Rimase ai Chargers per quattro stagioni, disputando 46 partite, di cui 3 come titolare.

### Tennessee Titans
Il 17 aprile 2025 Jaimes firmò con i Tennessee Titans.